# Matraville
Matraville est un quartier de la ville de Randwick, dans l'Eastern Suburbs de Sydney, dans l'État de Nouvelle-Galles du Sud, en Australie.